# Spenglerův pohár 2018
Spenglerův pohár 2018 byl 92. ročníkem turnaje hokejových klubů, který probíhal od 26. do 31. prosince 2018 ve švýcarském Davosu. Účastnilo se ho šest celků (pět evropských klubů a výběr Kanady složený z hokejistů hrajících v evropských ligách), které byly rozděleny do dvou skupin po třech. Jedna byla pojmenovaná po Richardu Torrianim, druhá po Hansi Cattinim. Ve skupinách se celky utkaly systémem každý s každým. Druhý z první skupiny se následně utkal ve čtvrtfinále se třetím ze druhé skupiny a naopak. Vítězové těchto dvou soubojů postoupili do semifinále, v němž narazili na vítěze základních skupin. Vítězové semifinále se utkaly ve finále. 

## Účastníci turnaje
- KalPa [1]
- Metallurg Magnitogorsk [2]
- HC Davos (hostitel) [3]
- Tým Kanady (tým složený z Kanaďanů hrajících v Evropě) [4]
- HC Oceláři Třinec [5]
- Nürnberg Ice Tigers [6]

## Zápasy
Všechny časy zápasů jsou uvedeny ve středoevropském letním čase (SELČ).

### Skupinová fáze
| Vysvětlivky                     |
| ------------------------------- |
| Postup do semifinále            |
| Postup do čtvrtfinále           |
| Vítěz zápasu je tučně zvýrazněn |

#### Torrianiho skupina
| Poř. | Tým                    | Z | V | VP | PP | P | VG | OG | B |
| ---- | ---------------------- | - | - | -- | -- | - | -- | -- | - |
| 1.   | KalPa                  | 2 | 1 | 1  | 0  | 0 | 4  | 1  | 5 |
| 2.   | Metallurg Magnitogorsk | 2 | 0 | 1  | 1  | 0 | 2  | 2  | 3 |
| 3.   | HC Oceláři Třinec      | 2 | 0 | 0  | 1  | 1 | 2  | 5  | 1 |

| 26. prosince 2018 15:10 SEČ | HC Oceláři Třinec | 1 : 2 (0:0; 1:0; 0:1; 0:0; 0:0) | Metallurg Magnitogorsk | Vaillant Arena, Davos |  |

| Report                 |                        |  |                                              |
| Martin Adamský (22:58) | Martin Adamský (22:58) |  | Maxim Matuschkin (52:55) Roman Ljubimov (PS) |

| 27. prosince 2018 15:10 SEČ | KalPa | 3 : 1 (1:0; 1:1; 1:0) | HC Oceláři Třinec | Vaillant Arena, Davos |  |

| Report                                                                     |                                                                            |  |                       |
| Alexander Ruuttu (12:06) Alexandre Texier (33:19) Alexander Ruuttu (40:32) | Alexander Ruuttu (12:06) Alexandre Texier (33:19) Alexander Ruuttu (40:32) |  | Martin Gernát (32:26) |

| 28. prosince 2018 15:10 SEČ | Metallurg Magnitogorsk | 0 : 1 (0:0; 0:0; 0 0; 0:1) | KalPa | Vaillant Arena, Davos |  |

| Report |  |  |                       |
|        |  |  | Tommi Jokinen (62:47) |

#### Cattiniho skupina
| Poř. | Tým                 | Z | V | VP | PP | P | VG | OG | B |
| ---- | ------------------- | - | - | -- | -- | - | -- | -- | - |
| 1.   | Tým Kanady          | 2 | 2 | 0  | 0  | 0 | 8  | 3  | 6 |
| 2.   | HC Davos            | 2 | 1 | 0  | 0  | 1 | 4  | 4  | 3 |
| 3.   | Nürnberg Ice Tigers | 2 | 0 | 0  | 0  | 2 | 4  | 9  | 0 |

| 26. prosince 2018 15:10 SEČ | HC Davos | 1 : 2 (0:1; 1:1; 0:0) | Tým Kanady | Vaillant Arena, Davos |  |

| Report                |                       |  |                                             |
| Thierry Bader (38:06) | Thierry Bader (38:06) |  | Zach Boychuk (5:24) Matt D’Agostini (23:43) |

| 27. prosince 2018 15:10 SEČ | Nürnberg Ice Tigers | 2 : 3 (0: 2; 1: 0; 1: 1) | HC Davos | Vaillant Arena, Davos |  |

| Report                                         |                                                |  |                                                             |
| Brandon Buck (36:57) Leonhard Pföderll (48:37) | Brandon Buck (36:57) Leonhard Pföderll (48:37) |  | Inti Pestoni (5:32) Dario Simion (6:36) Julian Payr (51:43) |

| 28. prosince 2018 15:10 SEČ | Tým Kanady | 6 : 2 (1:0; 4:1; 1:1) | Nürnberg Ice Tigers | Vaillant Arena, Davos |  |

| Report | |  |                                                 |
| Dante Fabbro (2:21) Daniel Winnik (24:52) Andrew Ebbett (31:14) Zac Dalpe (33:01) Dion Knelsen (37:45) Dante Fabbro (42:08) | Dante Fabbro (2:21) Daniel Winnik (24:52) Andrew Ebbett (31:14) Zac Dalpe (33:01) Dion Knelsen (37:45) Dante Fabbro (42:08) |  | Patrick Reimer (20:52) Mike Mieszkowski (57:54) |

### Vyřazovací fáze

#### Čtvrtfinále
| 29. prosince 2018 15:10 SEČ | Metallurg Magnitogorsk | 1 : 3 (0:1, 1:2, 0:0) | Nürnberg Ice Tigers | Vaillant Arena, Davos |  |

| Report                   |                          |  |                                                                     |
| Nikolai Kuljomin (21:04) | Nikolai Kuljomin (21:04) |  | Patrick Reimer (4:06) Brandon Buck (26:29) Leonhard Pföderl (28:28) |

| 29. prosince 2018 20:15 SEČ | HC Davos | 3 : 1 (1-0, 0-1, 2-0) | HC Oceláři Třinec | Vaillant Arena, Davos |  |

| Report                                                        |                                                               |  |                         |
| Linus Klasen (14:18) Linus Klasen (47:34) Dino Wieser (59:59) | Linus Klasen (14:18) Linus Klasen (47:34) Dino Wieser (59:59) |  | Michal Kovařčík (36:18) |

#### Semifinále
| 30. prosince 2018 15:10 SEČ | Tým Kanady | 4 : 2 (3:0, 1:1, 0 1) | Nürnberg Ice Tigers | Vaillant Arena, Davos |  |

| Report                                                                                       |                                                                                              |  |                                          |
| Cory Emmerton (7:06) Zach Boychuk (9:39) Zach Boychuk (12:45) Christopher DiDomenico (22:30) | Cory Emmerton (7:06) Zach Boychuk (9:39) Zach Boychuk (12:45) Christopher DiDomenico (22:30) |  | Daniel Weiß (31:32) Brandon Buck (55:07) |

| 30. prosince 2018 20:15 SEČ | KalPa | 2 : 1 (1:0, 0:0, 1:1) | HC Davos | Vaillant Arena, Davos |  |

| [Report]                                      |                                               |  |                         |
| Kim Nousiainen (2:11) Jaakko Rissanen (50:37) | Kim Nousiainen (2:11) Jaakko Rissanen (50:37) |  | Yannick Frehner (45:47) |

#### Finále
| 31. prosince 2018 12:10 SEČ | Tým Kanady | 1 : 2 TS (0:0, 0:0, 1:1, 0:0, 0:1) | KalPa | Vaillant Arena, Davos |  |

| Report                |                       |  |                                               |
| Daniel Winnik (45:16) | Daniel Winnik (45:16) |  | Eetu Luostarinen (51:24) Jaakko Rissanen (TS) |

## All-Star-Team
| Útočník | Linus Klasen HC Davos – Zach Boychuk – Tým Kanady – Leonhard Pföderl – Tým Kanady |
| Obránce | Dante Fabbro – Tým Kanady – Kim Nousiainen – KalPa                                |
| Brankář | Daniel Manzato – KalPa                                                            |